# Fabrice Gobert
Fabrice Gobert (Le Chesnay, 17 maggio 1974) è un regista e sceneggiatore francese.

## Biografia
Gobert ha fatto studi di commercio presso l'École des hautes études commerciales (EDHEC), diplomandosi nel 1997. Durante il periodo degli studi è stato membro dell'associazione studentesca audiovisiva della scuola, la EDHEC Télévision Nord Association. Ha studiato cinema presso l'Università Sorbonne Nouvelle dal 1994 al 1998, per poi iniziare a lavorare come aiuto regista.
Il suo primo lungometraggio, Simon Werner a disparu..., è stato in parte ispirato alla sua esperienza negli anni del liceo ed è stato proiettato al Festival di Cannes 2010 nella sezione "Un certain regard". Per il suo film d'esordio, il 21 gennaio 2011 Gobert è stato candidato al premio César per la migliore opera prima in occasione dei premi César 2011.
In seguito Gobert è stato ideatore, co-sceneggiatore e co-regista della serie televisiva francese Les Revenants, che è stata trasmessa su Canal+ per due stagioni, andate in onda rispettivamente nel 2012 e nel 2015. La serie è stata accolta positivamente dalla critica e dal pubblico, è stata distribuita internazionalmente e, in occasione dei premi Emmy 2013, è stata premiata con un International Emmy Award.

## Filmografia

### Regista
- Âge sensible - serie TV, 2 episodi (2002)
- Lettre à un jeune cinéaste - serie TV, 3 episodi (2005)
- C'est comme ça - serie TV, 4 episodi (2006)
- Summer Dreams (Cœur Océan) - serie TV, 5 episodi (2006-2007)
- Simon Werner a disparu... (2010)
- Les Revenants - serie TV, 13 episodi (2012-2015)
- La Maison - serie TV, 10 episodi (2024)

### Sceneggiatore
- Simon Werner a disparu..., regia di Fabrice Gobert (2010)
- Les Revenants - serie TV, 16 episodi (2012-2015)